# KCA・アクロスプラザ大分駅南
KCA・アクロスプラザ大分駅南（ケーシーエー・アクロスプラザおおいたえきなん）は、大分県大分市東大道にある複合商業施設である。2016年10月28日開業。

## 概説
大分駅の上野の森口側に位置する。鉄骨構造3階建ての商業棟と、鉄骨構造4階建ての立体駐車場棟で構成され、このうち商業棟は1-2階にテナントが入り、3階が駐車場になっている。売場面積は5,757平方メートル。駐車場は計238台収容。事業主は片倉コープアグリ。運営は大和ハウスリアルティマネジメント。施工は大和ハウス工業。
核店舗として、商業棟の1階に大分県初出店の食品スーパーフードウェイ、2階にベスト電器が入るほか、全13店舗のテナントが入居する。
なお、トキハインダストリーが運営するあけのアクロスタウンとは、同じく「アクロス」の名を持つものの無関係である。

## 沿革
本施設の事業主である片倉コープアグリは、1920年（大正9年）3月に大分県大分市で日支肥料株式会社として設立された。本施設の敷地にはかつて大分工場があったが、1967年（昭和42年）9月に閉鎖されている。
その後、大分工場跡地の本格的な再開発は行われなかったが、大分駅周辺では1996年（平成8年）から大分駅の高架化（大分駅付近連続立体交差事業）が進められて、2012年（平成24年）3月17日に完了。高架化と並行して大分駅上野の森口側では大分駅南土地区画整理事業が進められており、大分工場跡地はその用地内に位置しているため、再開発が行われることとなった。再開発に際しては、事前調査で土壌汚染が発見されたため、汚染土壌除去対策工事が行われている。

## テナント

### 1階
- フードウェイ
- マツモトキヨシ[1]
- 漁港直送 目利きの銀次
- 湯布院朝霧しゃも はねのいろ
- スタジオアリス[1]
- キューティートップス - ジェラート店[2]
- フロレスタ
- 美容ピュア
- トヨタレンタリース大分

### 2階
- ベスト電器
- セリア[1]
- メディカルモール
  - 石田消化器IBDクリニック
  - そうごう薬局
- ポーラ ザ ビューティー

（全13店）